# 小笠原胤次
小笠原 胤次（おがさわら たねつぐ、1657年（明暦3年） - 1718年3月15日（享保3年2月14日））は、江戸時代中期の紀州藩士、江戸幕府旗本、御側。義頼系高天神小笠原氏当主。
紀州藩士・小笠原胤治の婿養子で旗本・松平定之（久松松平家・松平定実嫡男）の五男。母は松平氏家臣奥平貞由の娘。通称は長六、長左衛門、主膳。子に長澄、茂武、長寛、娘（松平定相の妻）、娘（駒井親行の養女、小菅正親の妻）らがいる。
1716年（享保元年）、藩主・徳川吉宗が江戸幕府第8代将軍に就任すると、吉宗に従って江戸に移り、幕臣として仕え、同年5月25日より御側に任ぜられ、伊勢国安芸郡・河曲郡の内に2500石を拝領し、従五位下、肥前守に叙任される。1717年（享保2年）、常陸国筑波郡・河内郡に2000石を加増される。同年4月に致仕し、備前恒弘の日本刀を献上する。1718年（享保3年）、享年62で没する。法名は道浄。品川の東海寺に葬られた。家督は次男の茂武が相続した。

## 登場する作品
- 八代将軍吉宗 （1995年、NHK大河ドラマ、演 : 森田順平）